# 青豆莢蛤
青豆莢蛤（学名：Yoldia glauca）为綾衣蛤科綾衣蛤屬下的一个种。

## 扩展阅读
- 維基物種上的相關：青豆莢蛤